# El Jagüey (Santiago de Anaya)
El Jagüey es una localidad mexicana, localizada en el municipio de Santiago de Anaya en el estado de Hidalgo.

## Geografía
Se encuentra en la región geográfica del Valle del Mezquital. A la localidad le corresponden las coordenadas geográficas 20° 21’ 36.599” de latitud norte y 98° 58’ 03.251” de longitud oeste; con una altitud de 2021 m s. n. m. Cuenta con un clima semiseco templado.
En cuanto a fisiografía se encuentra en la provincia del Eje Neovolcánico, dentro de la subprovincia de Sierras y Llanuras de Querétaro e Hidalgo; su terreno es de lomerío. En lo que respecta a la hidrografía se encuentra posicionado en la región del Pánuco, dentro de la cuenca del río Moctezuma, y en la subcuenca del río Actopan.

## Demografía
En 2020 registró una población de 576 personas, lo que corresponde al 3.14 % de la población municipal. De los cuales 265 son hombres y 311 son mujeres.
| Gráfica de evolución demográfica de El Jagüey entre 2000 y 2020                              |
|                                                                                              |
| Población de los censos y conteos del Instituto Nacional de Estadística y Geografía (INEGI). |